# Archolaemus luciae
Archolaemus luciae é uma espécie de peixe-faca de vidro endêmico do Brasil, onde é encontrado nas bacias do Rio Jari, do Rio Trombetas e do Rio Tapajós, no leste da Amazônia. Também encontrado no Rio Araguari. Esta espécie alcança 49,7 cm de comprimento.

## Habitat e hábitos alimentares
A. luciae são peixes de água doce, que vivem em águas rasas e de fluxo rápido e nas bases de pequenas cachoeiras com leitos rochosos. Eles se abrigam em fendas de correntes rápidas e se alimentam de larvas de insetos. A. luciae são noturnos e utilizam eletrorrecepção para navegação e comunicação.

## Descrição
A. luciae tem corpos alongados que são comprimidos lateralmente com uma linha lateral contínua e pigmentada que corre verticalmente da base da cabeça até o final do filamento caudal. As barbatanas peitorais, fixadas posteriormente ao opérculo, são longas, largas na base e pontiagudas distalmente. Eles contam com a natação da nadadeira anal, possuindo uma nadadeira anal que percorre toda a extensão da parte inferior do corpo, possuindo 192-213 raios anais moles. Não possuem nadadeiras pélvicas ou dorsais e possuem caudas que se estreitam. Os olhos são pequenos, localizados na porção dorsal da cabeça e posteriores ao focinho alongado e subcônico. A boca é inferior com uma mandíbula superior mais longa que se sobrepõe à mandíbula inferior, possuindo múltiplas fileiras de dentes pequenos e pontiagudos que formam uma faixa viliforme ao longo do dentário e da pré-maxila. Apenas as margens anterior e basal da primeira fileira de dentes estão conectadas ao pré-maxilar, conferindo aos dentes mobilidade entre alguns graus e 90 graus em relação ao pré-maxilar. Possuem lábio superior poroso com papilas elevadas na superfície ventral e dobras carnudas que correm de anterior para posterior originando-se no lábio. A coloração da cabeça é escura, sendo a porção dorsal acima da mandíbula superior mais escura que a parte ventral da cabeça. O corpo de A. luciae é de cor mais escura acima da linha lateral distinta. A base da barbatana anal é delineada com barras escuras e faixas escuras formam-se ao longo da margem inferior do corpo. Os raios das barbatanas anais são de pigmentação escura, as barbatanas anais e as barbatanas peitorais são escuras. Eles têm pequenas escamas ciclóides que cobrem o corpo e a cabeça não tem escamas.

## Dimorfismo Sexual Secundário
Indivíduos maduros de A. luciae exibem dimorfismo sexual, sendo o focinho dos machos maduros visivelmente mais longo e maior do que o das fêmeas maduras desta espécie e de outras espécies deste gênero. Eles têm reprodução sexuada.